# Østdansk Turisme
Østdansk Turisme er en regional turismeudviklingsfond i Region Sjælland (Sjælland, Møn og Lolland-Falster) og har som formål at udvikle og markedsføre hele Region Sjælland som rejsemål for henholdsvis ferie- og forretningsrejsende i et samarbejde med relevante turismeaktører såsom regionens turisterhverv, Region Sjælland, VisitDenmark, Wonderful Copenhagen (WOCO), Vækstforum Sjælland, vidensinstitutioner og andre offentlige samt private parter. Turismen i Region Sjælland omsatte for 7,2 milliarder kroner, hvilket skabte beskæftigelse svarende til 11.300 fuldtidsstillinger (pr. november 2006). Østdansk Turismes mission er at "gøre regionen mere kendt, at inspirere og initiere innovation, at formidle viden, kompetence og arbejde for en økonomisk, økologisk og social bæredygtig udvikling i Region Sjælland".

## Fondens historie
I foråret 2003 blev der dannet et samarbejde under navnet Østdansk Turisme mellem de to regionale turismeudviklingsselskaber i Vestsjælland og Storstrøms amter, "Turist Partner Sjælland A/S" og "Fonden Turisme Region Syd – Sjælland, Møn, Lolland-Falster", omkring fremmelse af turisterhvervet i regionen. Samarbejdet blev ledet af et koordinationsudvalg med blandt andre hotel- og kroejer Johannes Christoffersen som formand og borgmester Finn Madsen, Dragsholm Kommune som næstformand.
Den nuværende fond blev officielt stiftet i efteråret 2006 med hotel- og kroejer Johannes Christoffersen fra Menstrup Kro som formand samt borgmester Finn Madsen fra Odsherred Kommune som næstformand og fik en bestyrelse bestående af turisterhverv, VisitDenmark, kommunerne og Region Sjælland. Fondens stiftelse fandt sted i forbindelse med dannelsen af de nye danske regioner pr. 1. januar 2007 (herunder den nye sjællandske region) og erstattede de to tidligere selskaber til markedsføring af turismen i Vest- og Sydsjælland, Møn og Lolland-Falster for henholdsvis Storstrøms Amt og Vestsjællands Amt og overtog Wonderful Copenhagens rolle i forhold til Roskilde Amt. Hensigten med den nye fælles organisation, med hovedsæde i Næstved, var at samle indsatsen om at udvikle og markedsføre turismen i den nye Region Sjælland. Bestyrelsen udnævnte i efteråret 2008 lektor i Udvikling og planlægning på Roskilde Universitet (RUC), Henrik Toft Jensen, som ny formand efter at fondens første formand selv trådte tilbage.

## Markedsføringsprojekter
Det regionale turismeselskab lancerede den 21. september 2009 et markedsføringsprojekt under navnet Kongeland, hvis formål er at fremhæve de helårsturistmæssige potentialer for oplevelser og tilbud i en række danske købstæder i regionen. EU's Fond for Regionsudvikling støtter det fælles koncept, som er drevet af et samarbejde mellem Østdansk Turisme og de enkelte byer. Projektet, der løber frem til januar måned 2011, omfatter 18 købstæder beliggende i regionen Østdanmark: Køge, Maribo, Korsør, Nakskov, Nykøbing Falster, Nysted, Næstved, Præstø, Ringsted, Roskilde, Rødby, Sakskøbing, Skælskør, Slagelse, Sorø, Stege, Stubbekøbing og Vordingborg.